# Bowlers Creek
Der Bowlers Creek ist ein kleiner langer Bach in der Region Otago auf der Südinsel von Neuseeland.

## Geographie
Der Bowlers Creek entspringt 1,4 km nordwestlich der Medwin Road im nordwestlichen Teil des Glendhu Forest. Von dort aus fließt er zunächst in südlicher Richtung und folgt, nachdem er auf den New Zealand State Highway 8 trifft, der Straße bis zu seiner Mündung bei Evans Flat in den Tuapeka River. Der Bach besitzt eine ungefähre Länge von 15 km.

## Geschichte
Am 4. Oktober 1910 wurde der Abschnitt des Roxburgh Branch, einer Nebenstrecke der Main South Line, bis Bowlers Creek eingeweiht. Da man hier einen 434 m langen Tunnel durch den Big Hill treiben musste, erreichte die Bahnlinie den nächsten Bahnhof in Craigellachie und den Ort Beaumont erst am 15. Dezember 1914. In Bowlers Creek gab es einen Haltepunkt. Die gesamte Bahnstrecke wurde am 1. Juni 1968 stillgelegt und in der Folge demontiert.